# Museu Aeronáutico de Montevidéu
O Museu Aeronáutico Coronel Jaime Meregalli é um museu em Montevidéu, Uruguai, fundado por quem hoje leva o seu nome. Inicialmente surgiu como uma sala de exposições no Comando da Aeronáutica, contando unicamente com objetos pessoais dos pioneiros da aviação nacional, medalhas e uniformes. Mais tarde, em decorrência de uma lei que criou o Museu Aeronáutico, mudou-se para a sua localização atual, em 18 de agosto de 1954 e seu primeiro diretor foi o Coronel Jaime Meregalli.

## História
O Museu Aeronáutico começou a reunir seu acervo em 1941, expondo em uma vitrine, na Base Aérea Cap. Juan Manuel Boiso Lanza, uma série de medalhas de pilotos militares uruguaios e estrangeiros, e de aeroclubes civis. Quem as colecionava e custodiava era o então primeiro-tenente Jaime Meregalli. Ali surgiu o Museu Aeronáutico, que continuou enriquecendo seu acervo até 1948.
Ao retornar de uma missão nos Estados Unidos em 1949, Meregalli encontrou dificuldades em obter um local onde pudesse continuar a expor os objetos. Em 27 de novembro de 1952, foi emitida a Resolução do Poder Executivo nº 11.698, que designou uma comissão para estudar a criação de um Museu da Aviação. Esta comissão foi promovido pela Direção Geral da Aeronáutica Militar. Em 4 de dezembro de 1953, o general Medardo Farías autorizou a criação do museu, no átrio do edifício anexo à sede, localizado na avenida Uruguay, esquina com a rua Yi, na cidade de Montevidéu.
Em 18 de agosto de 1954, foi nomeado Jaime Meregalli como diretor do Museu Nacional de Aviação, a quem foram entregues objetos que integraram a Exposição Aeronáutica, realizada em Montevidéu em 1941, e os da mostra uruguaia da Exposição Aeronáutica de Buenos Aires (1946).

### Sede em Carrasco
Ao requerer a sala utilizada pelo museu, para instalações de escritórios, o Inspetor Geral da Força Aérea, general Hernán S. Barú, autorizou o uso de uma dependência da atual Base Aérea General Cesáreo Berisso. Em 23 de outubro de 1956 foi inaugurado o Museu Nacional de Aviação em sua nova sede, onde permaneceu aberta ao público até 5 de abril de 1957. De 12 de agosto até 29 de outubro de 1957, integrou a II Exposição Aeronáutica localizada na entrada da Prefeitura de Montevidéu. Em seguida, nos meses de novembro e dezembro, com elementos parciais da amostra, participou da exposição realizada no Aeroparque Jorge Newbery, em Buenos Aires, como parte das comemorações da XII Semana Aeronáutica Argentina.
Como o local em Carrasco já não era adequado para abrigar todas as doações recebidas, conseguiu-se a transferência do museu para cinco pavilhões da Exposição Nacional da Produção, na Avenida Centenário, onde foi reaberto em 24 de fevereiro de 1959. No mesmo dia, o Conselho Nacional de Governo ordenou a renomeação do Museu Nacional de Aviação para o de Museu Aeronáutico e sua dependência administrativa e funcional da Força Aérea Militar.
Em 29 de outubro de 1959, foi aprovado o Estatuto Orgânico, ainda vigente, que declarou o fechamento do museu no final de junho de 1959, devido o terreno em que estava localizado ter sido vendido.

### No atual Estádio Cerrado
Após o fechamento, o acervo do museu foi transferido para instalações no atual Estádio Cerrado, e o museu foi reaberto ao público, em 3 de outubro de 1959. Em maio de 1961, com a realização da Exposição Italiana, a autoridade departamental solicitou a devolução do local e o foi mais uma vez fechado e seu acervo transferido para alguns galpões de propriedade do município localizados na parte de trás do prédio, onde ficou depositado pelo período de dois anos.

### Avenida Centenário e Arrieta
Em 1962, sendo Inspetor Geral da Força Aérea, o brigadeiro Conrado A. Sáez, foi construído um pavilhão localizado no prédio da exposição, cedido provisoriamente. O Museu reabriu em 22 de setembro de 1963. Posteriormente, o terreno foi utulizado na construção de casas populares. O Museu foi novamente fechado em junho de 1965.

### Sede atual
O antigo pavilhão foi então desmontado e reerguido no terreno da Avenida Dámaso Antonio Larrañaga e Engenheiro José Serrato, onde foi aberto em 19 de novembro de 1966, exclusivamente para autoridades nacionais e das Forças Armadas, para a comemoração do Cinquentenário da Escola Militar de Aeronáutica.
O Museu foi reaberto ao público, em 14 de janeiro de 1967. Em 17 de março de 1993, com o apoio do Comitê de Aviação Nacional, o Museu Aeronáutico passou a denominar-se Coronel Jaime Meregalli.

## Acervo

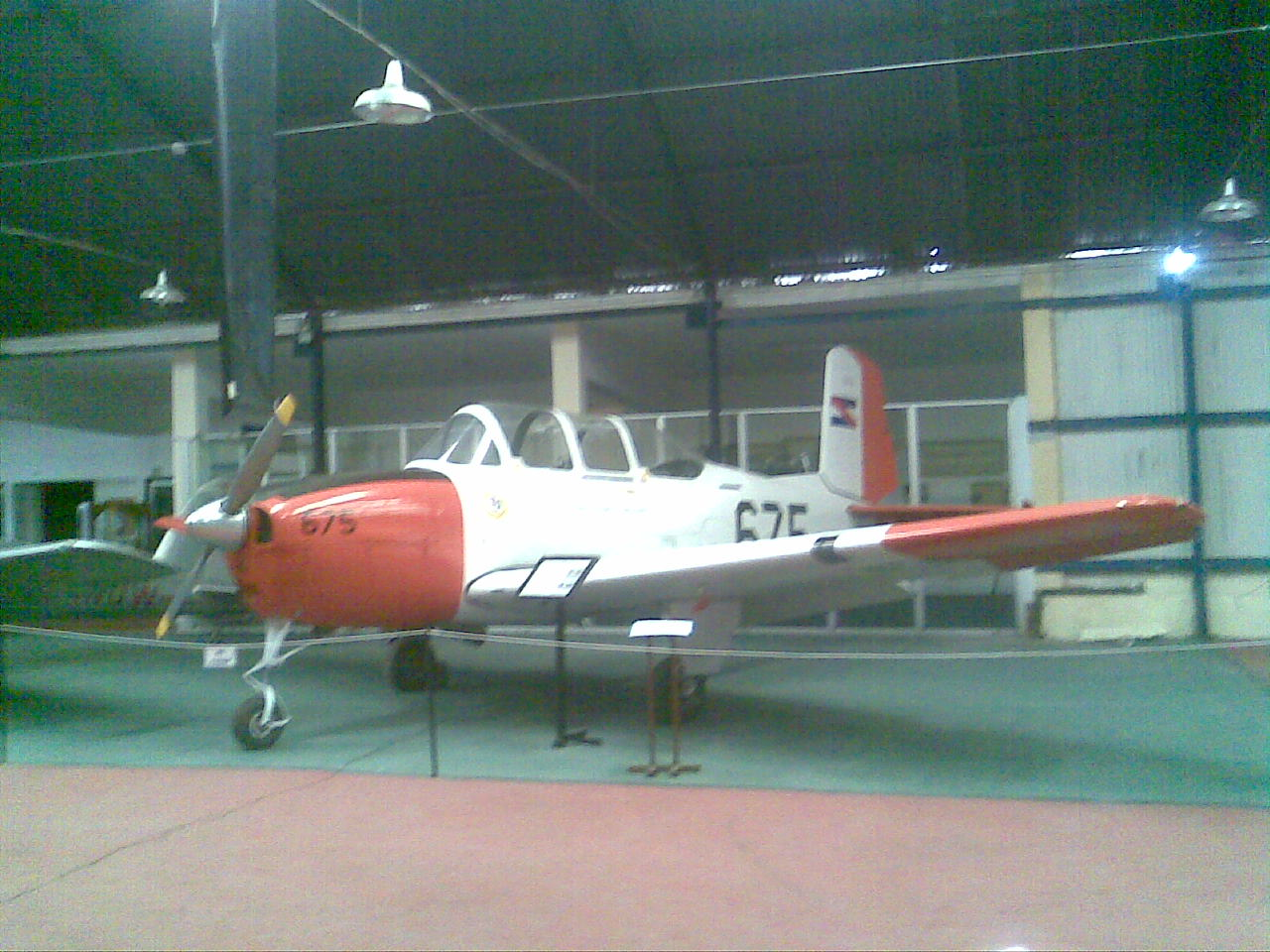
O Beechcraft T-34 Mentor do Museu.

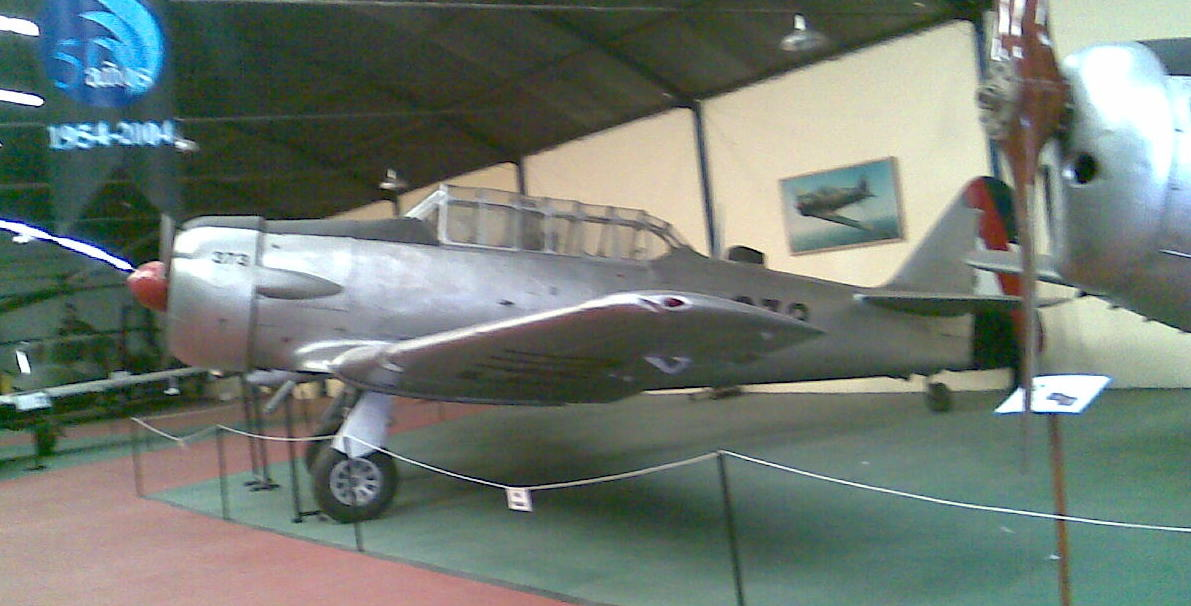
O North-American T-6 do Museu.

Dezenove aeronaves pertencentes à Aeronáutica Militar (nome da Força Aérea antes de 1953) e posteriormente à Força Aérea Uruguaia, no ambiente interno e externo do museu:
- DC-3 da PLUNA
- T-33
- F-80
- Westland Wessex
- AT-11 Kansan
- B-25
- Blériot
- Castaibert Modelo VI[2]
- Hiller H-24
- UH-1B
- Fairchild PT-19
- T-6 "Texan"
- T-34 "Mentor"
- DHC-1 Chipmunk

No interior do museu há pertences dos pioneiros da aviação militar uruguaia: general Cesáreo L. Berisso, capitão Juan Manuel Boiso Lanza; motores e instrumentos de aeronaves, além de uma coleção de aeromodelos da aeronáutica uruguaia, da companhia aérea uruguaia PLUNA e um setor especialmente dedicado aos voos à Base Científica Artigas na Antártica.